# ロン・ナイスワーナー
ロン・ナイスワーナー（英語：Ronald L. Nyswaner、1956年10月5日 - ）は、アメリカ合衆国の映画監督、脚本家。ロン・ナイスウェイナーが好ましいが、日本紹介時に誤ったため、この表記が使われるようになった。

## 人物
ペンシルヴェニア州Clarksville生まれ。
妻であるスーザン・シーデルマンの映画『スミサリーンズ』Smithereens(1982年)で脚本家としてデビュー。以後、ジョナサン・デミの『スイング・シフト』(1984年) (レンタルVHSリリースのみ)に参加し、ジリアン・アームストロングの『燃えつきるまで』(1984)の脚本を書いた。
1988年、キアヌ・リーブスとフレッド・ウォード主演の映画『旅立ちの季節/プリンス・オブ・ペンシルバニア』で映画監督デビューを果たす。その後は、脚本家に戻り、『メディカル・レッスン／青春解剖学』(1989年・VHSスルー)、『パパがきた！』(1989年／VHSスルー)を執筆し、1993年、ジョナサン・デミ監督の映画『フィラデルフィア』で世界中に広く知られるようになった。また、この作品でアカデミー賞やゴールデングローブ賞、英国アカデミー賞にノミネートされた。
ゲイであることを公表しており、ゲイの権利運動を行っているだけでなく、同性愛やホモフォビア、AIDSなどをテーマにした作品の制作および出演などもしている。その中にはドキュメンタリー映画『セルロイド・クローゼット』や、歩兵バリー・ウィンチェル殺人事件を扱ったテレビドラマ『Soldier's Girl』などがある。
しばらくテレビ番組の脚本を書き続けた後、2006年、サマセット・モームの小説「五彩のヴェール」The Painted Veil を原作とした映画『ペインテッド・ヴェール ～ある貴婦人の過ち～』The Painted Veil (2014年DVDスルー、2016年イマジカBSで放映)の脚本を担当し、この作品で インディペンデント・スピリット賞にノミネートされ、2006年のナショナル・ボード・オブ・レビューで脚色賞を受賞した。
2004年に自伝「 Blue Days, Black Nights: A Memoir」 を出版。この自伝には、彼が今まで経験したアルコールやドラッグに関する出来事、そして売春について書かれていた。

## 主な脚本作品
- スミサリーンズ Smithereens (1982) 原案も
- スイング・シフト Swing Shift (1984) クレジットなし
- 燃えつきるまで Mrs. Soffel (1984)
- 旅立ちの季節/プリンス・オブ・ペンシルバニア The Prince of Pennsylvania (1988) 監督も
- メディカル・レッスン/青春解剖学 Gross Anatomy (1989)
- パパがきた! Love Hurts (1990)
- フィラデルフィア Philadelphia (1993)
- ペインテッド・ヴェール ある貴婦人の過ち The Painted Veil (2006) 製作総指揮も
- ファンキーランド Why Stop Now? (2012) 監督・製作も
- レイ・ドノヴァン ザ・フィクサー Ray Donovan (2013-2014) テレビドラマ、4話分、製作総指揮も
- ハンズ・オブ・ラヴ 手のひらの勇気 Freeheld (2015)
- HOMELAND Homeland (2015-2018) テレビドラマ、9話分、製作総指揮も
- 僕の巡査 My Policeman (2022)